# George Watsky
George Virden Watsky (São Francisco, California, 15 de setembro de 1986) é um rapper, autor e poeta americano. 
George tem um irmão gêmeo, Simon Jay Watsky, que é piloto de helicóptero. Ele se descreve como "meio judeu" (por parte de pai).
Watsky começou a sua carreira no hip-hop em 2007, tendo lançado desde essa data até à atualidade dois álbuns com o grupo de Jazz Hip-Hop Invisible Inc. e quatro álbuns a solo. Nos seus trabalhos a solo, Watsky colaborou com nomes como Kate Nash, Josh Dun e Karmin.
Um dos destaques na sua carreira musical é a velocidade com que ele recita as suas letras, sendo considerado um dos rappers mais rápidos.
Em junho de 2016, Watsky publicou uma coleção de seus ensaios literário em um livro intitulado How to ruin everything sendo classificado pela conceituada revista americana um dos livros mais lidos do ano nos Estados Unidos na lista top 10 de livros Best Seller do The New York Times e Penguin Random House 